# Interstate 270 (Missouri-Illinois)
Pour les articles homonymes, voir Interstate 270.
L'Interstate 270 (I-270) est une autoroute qui constitue une grande portion de la boucle extérieure dans le Grand Saint-Louis. Le terminus sud de l'I-270 se situe à la jonction avec l'I-55 et l'I-255 à Mehlville, Missouri alors que le terminus nord se situe à l'échangeur avec l'I-55 et l'I-70 au nord de Troy, Illinois. La longueur de l'I-270 est de 50,59 miles (81,42 km).
L'I-270 entre l'I-70 et l'I-55 était désignée à l'origine comme I-244, une voie de contournement ouest de Saint-Louis. À la fin des années 1970, toute la boucle (incluant l'I-255 actuelle) a été intégrée comme partie de l'I-270. Cependant, un corridor supplémentaire de cinq miles (8 km) a été inclus dans le système des Interstates causant de la confusion dans le secteur de Pontoon Beach, dans l'Illinois. En effet, l'I-270 se serait elle-même croisée à cet endroit, et il a été décidé de créer l'I-255 pour éviter la confusion.

## Description du tracé
Au Missouri, l'I-270 prend naissance comme prolongement de l'I-255 à la rencontre de l'I-55. L'autoroute se dirige vers le nord-ouest et croise d'abord l'I-44. Après cet échangeur, l'I-270 s'oriente vers le nord et croise l'I-64.
L'autoroute poursuit vers le nord pour rencontrer quelques voies locales importantes. Elle croise la Route 340 (Olive Boulevard) ainsi que la Route 364 (Page Avenue) avant de rencontrer l'I-70. À partir de l'échangeur avec l'I-70, l'autoroute bifurque vers l'est et passe près de l'Aéroport international de Saint-Louis. Elle croise la US 67 ainsi que l'I-170. L'autoroute croise ensuite plusieurs voies locales ainsi que la Route 367.
L'I-270 traverse ensuite le Mississippi sur le New Chain of Rocks Bridge. Par le fait même, elle quitte le Missouri et entre en Illinois. Le paysage est davantage rural qu'il l'était au Missouri. L'autoroute rencontre trois routes d'État ainsi que l'I-255, là où aurait été la suite de la boucle. Elle possède ensuite deux échangeurs avec des routes locales avant d'atteindre son terminus à l'intersection avec l'I-55 / I-70.

## Liste des sorties
| Interstate 270                            |                           |       |       |                         |                                                                               | |
| Comté                                     | Municipalité              | mi    | km    | Sortie                  | Intersections / Destinations                                                  | Notes |
| Saint-Louis,MO                            | Limite Mehlville–Concord  | 0,00  | 0,00  | 1A                      | I-55 nord – Saint-Louis                                                       | Sortie 197 de l'I-55                                                                                              |
| Saint-Louis,MO                            | Limite Mehlville–Concord  | 0,00  | 0,00  | 1A                      | US 61 / US 67 (Lemay Ferry Road)                                              | Sortie direction sud seulement                                                                                    |
| Saint-Louis,MO                            | Concord                   | 0,00  | 0,00  | 1A                      | I-55 sud – Memphis                                                            | Sortie direction sud, entrée direction nord; sortie 196 de l'I-55                                                 |
| Saint-Louis,MO                            | Concord                   | 0,00  | 0,00  | —                       | I-255 est – Chicago                                                           | Sortie direction sud, entrée direction nord; terminus sud de l'I-255                                              |
| Saint-Louis,MO                            | Limite Concord–Sappington | 2,16  | 3,48  | 2                       | Route 21 (en) (Tesson Ferry Road)                                             | |
| Saint-Louis,MO                            | Sunset Hills              | 3,90  | 6,28  | 3                       | Route 30 (en) (Gravois Road)                                                  | |
| Saint-Louis,MO                            | Sunset Hills              | 5,83  | 9,39  | 5                       | I-44 / US 50 / Route 366 (en) est (Watson Road) – Saint-Louis, Tulsa          | Indiqué sortie 5A (est) et 5B (ouest); sortie 276 de l'I-44                                                       |
| Saint-Louis,MO                            | Kirkwood                  | 7,89  | 12,70 | 7                       | Big Bend Road                                                                 | Sortie direction sud, entrée direction nord                                                                       |
| Saint-Louis,MO                            | Des Peres                 | 8,73  | 14,05 | 8                       | Dougherty Ferry Road                                                          | |
| Saint-Louis,MO                            | Des Peres                 | 9,86  | 15,86 | 9                       | Route 100 (en) / Lewis and Clark Trail (Manchester)                           | |
| Saint-Louis,MO                            | Town and Country          | 12,39 | 19,93 | 12                      | I-64 est / US 40 est / US 61 (Avenue of the Saints) – Wentzville, Saint-Louis | Sortie 25 de l'I-64                                                                                               |
| Saint-Louis,MO                            | Creve Coeur               | 13,85 | 22,29 | 13                      | Route AB (Ladue Road)                                                         | |
| Saint-Louis,MO                            | Creve Coeur               | 14,99 | 24,13 | 14                      | Route 340 (en) (Olive Boulevard)                                              | |
| Saint-Louis,MO                            | Maryland Heights          | 16,49 | 26,53 | 16                      | Route D est (Page Avenue)                                                     | Indiqué sortie 16A en direction sud                                                                               |
| Saint-Louis,MO                            | Maryland Heights          | 17,08 | 27,49 | 16                      | Route 364 (en) ouest – Saint Charles                                          | Indiqué sortie 16B en direction sud                                                                               |
| Saint-Louis,MO                            | Maryland Heights          | 17,95 | 28,88 | 17                      | Dorsett Road                                                                  | Direction nord devient direction est; direction ouest devient direction sud                                       |
| Saint-Louis,MO                            | Bridgeton                 | 19,96 | 32,12 | 20                      | I-70 – Kansas City, Saint-Louis                                               | Indiqué sortie 20A (est) et 20B (ouest); sortie 232A-B de l'I-70; accès à l'Aéroport international de Saint-Louis |
| Saint-Louis,MO                            | Bridgeton                 | 21,07 | 33,92 | 20                      | Route 180 (en) (St. Charles Rock Road) / Natural Bridge Road                  | Indiqué sortie 20C                                                                                                |
| Saint-Louis,MO                            | Bridgeton                 | 22,44 | 36,11 | 22B                     | Route 370 (en) – Comté de Saint Charles                                       | Indiqué sortie 22 en direction ouest                                                                              |
| Saint-Louis,MO                            | Bridgeton                 | 23,14 | 37,24 | 22A                     | Missouri Bottom Road                                                          | Sortie direction est, entrée direction ouest                                                                      |
| Saint-Louis,MO                            | Hazelwood                 | 23,83 | 38,35 | 23                      | McDonnell Boulevard                                                           | |
| Saint-Louis,MO                            | Hazelwood                 | 25,26 | 40,65 | 25                      | US 67 (Lindbergh Boulevard)                                                   | Indiqué sortie 25A (sud) et 25B (nord) en direction ouest                                                         |
| Saint-Louis,MO                            | Hazelwood                 | 26,37 | 42,43 | 26A                     | I-170 sud – Clayton, Aéroport international de Saint-Louis                    | Sortie 10A-B de l'I-170                                                                                           |
| Saint-Louis,MO                            | Hazelwood                 | 26,89 | 43,27 | 26B                     | North Hanley Road / Graham Road                                               | |
| Saint-Louis,MO                            | Florissant                | 27,86 | 44,84 | 27                      | Route N (New Florissant Road)                                                 | |
| Saint-Louis,MO                            | Florissant                | 28,38 | 45,67 | 28                      | Washington Street / Elizabeth Avenue                                          | |
| Saint-Louis,MO                            | Florissant                | 29,88 | 48,08 | 29                      | West Florissant Avenue                                                        | |
| Saint-Louis,MO                            | Florissant                | 30,58 | 49,21 | 30                      | Route AC (New Halls Ferry Road)                                               | |
| Saint-Louis,MO                            | Florissant                | 31,12 | 50,08 | 30A                     | Old Halls Ferry Road                                                          | Sortie direction ouest, entrée direction est                                                                      |
| Saint-Louis,MO                            | Moline Acres              | 31,10 | 50,05 | 31                      | Route 367 (en) – Saint-Louis, Alton                                           | |
| Saint-Louis,MO                            | Bellefontaine Neighbors   | 33,08 | 53,23 | 32                      | Bellefontaine Road                                                            | |
| Saint-Louis,MO                            | Bellefontaine Neighbors   | 34,06 | 54,82 | 33                      | Lilac Avenue                                                                  | |
| City de Saint-Louis                       | City de Saint-Louis       | 35,17 | 56,60 | 34                      | Riverview Drive (Route H)                                                     | |
| Fleuve Mississippi                        | Fleuve Mississippi        | 35,34 | 56,87 | Pont New Chain of Rocks | Pont New Chain of Rocks                                                       | Pont New Chain of Rocks                                                                                           |
| Fleuve Mississippi                        | Fleuve Mississippi        | 0,00  | 0,00  | Pont New Chain of Rocks | Pont New Chain of Rocks                                                       | Pont New Chain of Rocks                                                                                           |
| Madison, IL                               | Chouteau Township         | 2,73  | 4,39  | 3                       | IL 3 (en) / Great River Road (en) nord – Granite City, Alton                  | Terminus ouest du multiplex avec GRR; indiqué sortie 3A (sud) et 3B (nord) en direction est                       |
| Madison, IL                               | Chouteau Township         | 4,39  | 7,07  | 4                       | IL 203 (en) sud / Old Alton Road – Granite City                               | |
| Madison, IL                               | Chouteau Township         | 5,92  | 9,53  | 6                       | IL 111 / Great River Road (en) sud – Pontoon Beach, Wood River                | Terminus est du multiplex avec GRR; indiqué sortie 6A (sud) et 6B (nord)                                          |
| Madison, IL                               | Chouteau Township         | 7,16  | 11,52 | 7                       | I-255 sud – Memphis IL 255 (en) nord – Alton                                  | Indiqué sortie 7A (sud) et 7B (nord) en direction est; sortie 30 de l'I-255                                       |
| Madison, IL                               | Glen Carbon               |       |       | 9                       | IL 157 – Collinsville, Edwardsville                                           | |
| Madison, IL                               | Glen Carbon               | 11,87 | 19,10 | 12                      | IL 159 (en) – Collinsville, Edwardsville                                      | |
| Madison, IL                               | Pin Oak Township          | 14,57 | 23,45 | 15A                     | I-55 sud / I-70 ouest – Saint-Louis                                           | Sortie direction est, entrée direction ouest                                                                      |
| Madison, IL                               | Pin Oak Township          | 14,57 | 23,45 | 15B                     | I-55 nord – Chicago, Springfield                                              | Sortie 20A-B de l'I-55                                                                                            |
| Madison, IL                               | Pin Oak Township          | 14,57 | 23,45 |                         | I-70 est – Effingham, Indianapolis                                            | Terminus nord |
| - Terminus de multiplex - Accès incomplet |                           |       |       |                         |                                                                               | |